# Vamos pa la banca
Vamos pa la banca è un singolo del produttore italiano Dat Boi Dee, pubblicato il 28 febbraio 2020. Il brano vede la partecipazione vocale dei rapper Geolier, Samurai Jay e Lele Blade.

## Video musicale
Il video musicale del brano, diretto da Tony Ruggiero per Nomods Film, è stato caricato sul canale YouTube del produttore l'11 marzo 2020.

## Tracce
Testi e musiche di Davide Totaro, Emanuele Palumbo, Gennaro Amatore e Alessandro Arena.
1. Vamos pa la banca – 3:20

## Classifiche
| Classifica (2020) | Posizione massima |
| ----------------- | ----------------- |
| Italia            | 49                |